# Schöder
Schöder is een gemeente in de Oostenrijkse deelstaat Stiermarken, en maakt deel uit van het district Murau.
Schöder telt 1093 inwoners.
Stadsgemeenten:
Murau ·
Oberwölz

Marktgemeenten:
Mühlen ·
Neumarkt in der Steiermark ·
Sankt Lambrecht ·
Sankt Peter am Kammersberg
Scheifling ·

Overige gemeenten:
Krakau ·
Niederwölz ·
Ranten ·
Sankt Georgen am Kreischberg ·
Schöder ·
Stadl-Predlitz ·
Teufenbach-Katsch
- Gemeinsame Normdatei: 4678077-4
- Nationale Bibliotheek van Tsjechië: xx0324668
- Virtual International Authority File: 243873330